# مایکل نیوداو
مایکل آرتور نیوداو (به انگلیسی: Michael Newdow) (زاده ۲۴ ژوئن ۱۹۵۳) یک وکیل مدافع آمریکایی و پزشک اورژانس است. او بیشتر برای تلاش خود برای تغییر نسخه فعلی تعهد تابعیت در مدارس عمومی به دلیل عدم تطابق با قانون اساسی آمریکا، به خاطر وجود عبارت «به یاری خدا» در آن شناخته شده‌است. او در طرح یک دعوی دادگاهی برای توقف نماز نیایش در زمان مراسم تحلیف پرزیدنت بوش برای بار دوم ناموفق بود. تازه‌ترین فعالیت او طرح دعوی در دادگاه برای جلوگیری از ارجاع به خدا و مذهب در مراسم تحلیف پرزیدنت اوباما بوده‌است.
نیوداو یک بی‌خدا است، و مینستر مقرر در کلیسای جهانی زندگی است. در سال ۱۹۹۷ او یک سازمان به نام FACTS (نخستین کلیسای بی‌خدایی علم واقعی) را بنیان‌گذاری نمود که طرفدار قوی جدایی دین و سیاست در سازمان‌های دولتی است. او همچنین عضو هیئت مشورتی ائتلاف سکولار برای آمریکا است.